# Lijst van nummer 1-hits in de Nederlandse iTunes Top 30 in 2013
Deze hits stonden in 2013 op nummer 1 in de Nederlandse iTunes Top 30:
| Nummer | Datum        | Artiest                                                                              | Titel                                          |
| ------ | ------------ | ------------------------------------------------------------------------------------ | ---------------------------------------------- |
| 47     | 4 januari    | will.i.am & Britney Spears                                                           | Scream & shout                                 |
|        | 11 januari   | will.i.am & Britney Spears                                                           | Scream & shout                                 |
|        | 18 januari   | will.i.am & Britney Spears                                                           | Scream & shout                                 |
|        | 25 januari   | will.i.am & Britney Spears                                                           | Scream & shout                                 |
|        | 1 februari   | will.i.am & Britney Spears                                                           | Scream & shout                                 |
|        | 8 februari   | will.i.am & Britney Spears                                                           | Scream & shout                                 |
| 48     | 15 februari  | P!nk & Nate Ruess                                                                    | Just give me a reason                          |
|        | 22 februari  | P!nk & Nate Ruess                                                                    | Just give me a reason                          |
| 49     | 1 maart      | Macklemore, Ryan Lewis & Wanz                                                        | Thrift shop                                    |
|        | 8 maart      | Macklemore, Ryan Lewis & Wanz                                                        | Thrift shop                                    |
| 50     | 15 maart     | Anouk                                                                                | Birds                                          |
|        | 22 maart     | Anouk                                                                                | Birds                                          |
| 51     | 29 maart     | Klangkarussell                                                                       | Sonnentanz                                     |
|        | 5 april      | Klangkarussell                                                                       | Sonnentanz                                     |
| 52     | 12 april     | Robin Thicke, T.I. & Pharrell                                                        | Blurred lines                                  |
| 53     | 19 april     | RTL Boulevard United                                                                 | Koningin van alle mensen                       |
| 54     | 26 april     | Nationaal Comité Inhuldiging                                                         | Koningslied                                    |
| 52     | 3 mei        | Robin Thicke, T.I. & Pharrell                                                        | Blurred lines                                  |
|        | 10 mei       | Robin Thicke, T.I. & Pharrell                                                        | Blurred lines                                  |
| 50     | 17 mei       | Anouk                                                                                | Birds                                          |
|        | 24 mei       | Anouk                                                                                | Birds                                          |
| 55     | 31 mei       | Maaike Ouboter                                                                       | Dat ik je mis                                  |
|        | 7 juni       | Maaike Ouboter                                                                       | Dat ik je mis                                  |
|        | 14 juni      | Maaike Ouboter                                                                       | Dat ik je mis                                  |
| 52     | 21 juni      | Robin Thicke, T.I. & Pharrell                                                        | Blurred lines                                  |
| 56     | 28 juni      | Avicii                                                                               | Wake me up                                     |
|        | 5 juli       | Avicii                                                                               | Wake me up                                     |
|        | 12 juli      | Avicii                                                                               | Wake me up                                     |
|        | 19 juli      | Avicii                                                                               | Wake me up                                     |
|        | 26 juli      | Avicii                                                                               | Wake me up                                     |
|        | 2 augustus   | Avicii                                                                               | Wake me up                                     |
|        | 9 augustus   | Avicii                                                                               | Wake me up                                     |
|        | 16 augustus  | Avicii                                                                               | Wake me up                                     |
| 55     | 23 augustus  | Maaike Ouboter                                                                       | Dat ik je mis                                  |
| 56     | 30 augustus  | Avicii                                                                               | Wake me up                                     |
| 57     | 6 september  | Niels Geusebroek                                                                     | Take your time girl (Live @ Ruud de Wild, 538) |
| 58     | 13 september | Julia van der Toorn                                                                  | Oops!... I did it again                        |
| 59     | 20 september | Coosje Smid                                                                          | Fields of gold                                 |
| 57     | 27 september | Niels Geusebroek                                                                     | Take your time girl (Live @ Ruud de Wild, 538) |
| 60     | 4 oktober    | DVBBS & Borgeous                                                                     | Tsunami                                        |
| 61     | 11 oktober   | Pharrell Williams                                                                    | Happy                                          |
|        | 18 oktober   | Pharrell Williams                                                                    | Happy                                          |
| 60     | 25 oktober   | DVBBS & Borgeous                                                                     | Tsunami                                        |
| 61     | 1 november   | Pharrell Williams                                                                    | Happy                                          |
|        | 8 november   | Pharrell Williams                                                                    | Happy                                          |
|        | 15 november  | Pharrell Williams                                                                    | Happy                                          |
| 62     | 22 november  | Marco Borsato & Trijntje Oosterhuis                                                  | Ik zou het zo weer overdoen                    |
| 63     | 29 november  | Marco Borsato, Jada Borsato, Willem Frederiks, Lange Frans, Day Ewbank & John Ewbank | Samen voor altijd                              |
| 61     | 6 december   | Pharrell Williams                                                                    | Happy                                          |
| 64     | 13 december  | Cheyenne Toney                                                                       | Formidable                                     |
| 65     | 20 december  | Jill Helena                                                                          | Als alle lichten zijn gedoofd                  |
|        | 27 december  | geen iTunes Top 30 verschenen                                                        | geen iTunes Top 30 verschenen                  |

Nummer 1-hits per jaar:
2010 ·
2011 ·
2012 ·
2013 ·
2014 ·
2015
- Nederland (Top 40)
- Nederland (Single Top 100)
- Nederland (3FM Mega Top 50)
- Nederland (iTunes Top 30)
- Nederland (Graadmeter)
- Vlaanderen (Radio 2 Top 30)
- Vlaanderen (Ultratop 50)
- Vlaanderen (Top 30 van Ultratop)
- Vlaanderen (De Afrekening)
- Wallonië
- Australië
- Canada
- Denemarken
- Duitsland
- Finland
- Frankrijk
- Ierland
- Italië
- Nieuw-Zeeland
- Noorwegen
- Oostenrijk
- Polen
- Portugal
- Spanje
- Verenigd Koninkrijk
- Verenigde Staten (Hot 100)
- Zweden
- Zwitserland